# ييراي باتينو
ييراي باتينو (بالإسبانية: Yeray Patiño)‏ هو لاعب كرة قدم إسباني في مركز الوسط، ولد في 19 مايو 1991 في ألش في إسبانيا. لعب مع نادي إلتشي ونادي لينكولن ريد إيمبس.

## وصلات خارجية
- ييراي باتينو على موقع Soccerway.com (الإنجليزية)